# Chokejna Superliha Ukrajiny
Chokejna Superliha Ukrajiny, ukr. Хокейна Суперліга України; ang. Ukrainian Hockey Super League (UHSL) – liga w hokeju na lodzie na Ukrainie.

## Historia
W trakcie rozgrywek dotychczas jednorodnych rozgrywek Ukraińskiej Hokejowej Ligi edycji 2021/2022 kluby Donbas Donieck i HK Kramatorsk zostały oskarżone o oszustwa dotyczące składów drużyn m.in. polegające na umożliwianiu gry zawieszonym zawodnikom, w związku z tym 25 listopada 2021 władze UHL zawiesiły oba kluby, po czym ich władze ogłosiły odejście z rozgrywek i utworzenie nowej ligi (Ukraińska Hokejowa Super Liga), do której dołączyły też trzej inni uczestnicy UHL: HK Mariupol, Biłyj Bars Biała Cerkiew, Sokił Kijów, a poza tym także Dynamo Charków i Altajir Drużkiwka. Symbolicznego rozpoczęcia nowej ligi UHSL dokonał prezydent Narodowego Komitetu Olimpijskiego Ukrainy, Serhij Bubka. W styczniu 2022 Federacja Hokeja Ukrainy zawiesiła 171 osób (zarówno działaczy jak i zawodników) z sześciu klubów w związku z udziałem w UHSL. 
Generalnym dyrektorem rozgrywek został Serhij Warłamow. Partnerem sponsorskim zostało przedsiębiorstwo Parimatch Ukraine. 
Pierwszy mecz ligi rozegrano 8 grudnia 2021, a ostatnie dwa spotkania w dniu 23 lutego 2022. W tym czasie w tabeli ligowej była kolejność: 1. Donbas, 2. Kramatorsk, 3. Mariupol, 4. Sokił, 5. Biłyj Bars, 6. Altajir.
Po inwazji Rosji na Ukrainę z 24 lutego 2022 rozgrywki zostały zawieszone. 
W maju 2022 narodowa federacja uznaniowo przyznała medale mistrzostw Ukrainy za sezon.
Po sezonie 2022/2023 Federacja Hokeja Ukrainy nie przyznała prawa do organizowania zawodów innym strukturom, takim jak Ukraińska Hokejowa Liga, w związku z czym zdecydowano o samodzielnej organizacji mistrzostw Ukrainy.